# アルゼンチンの国立公園

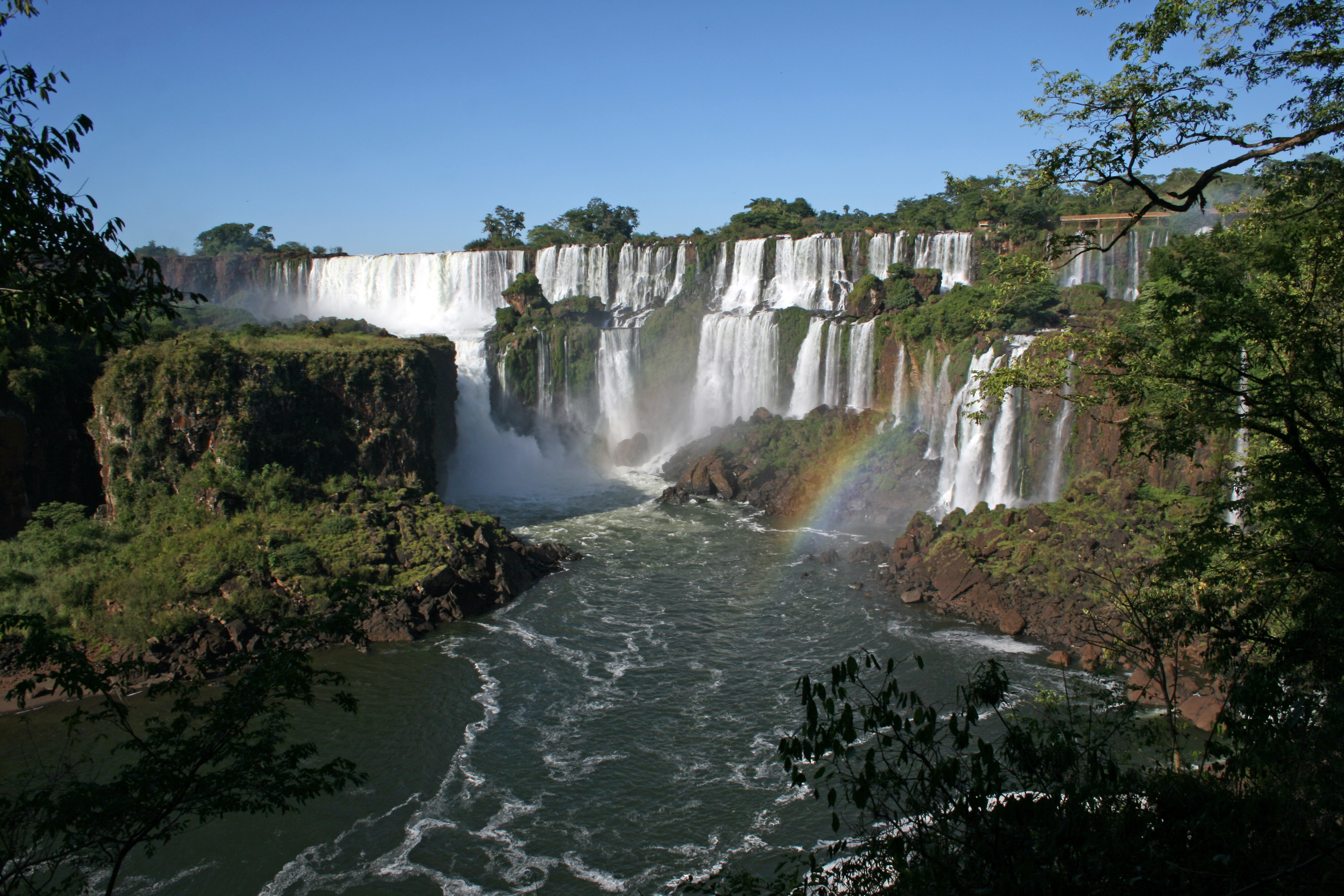
イグアス国立公園で。

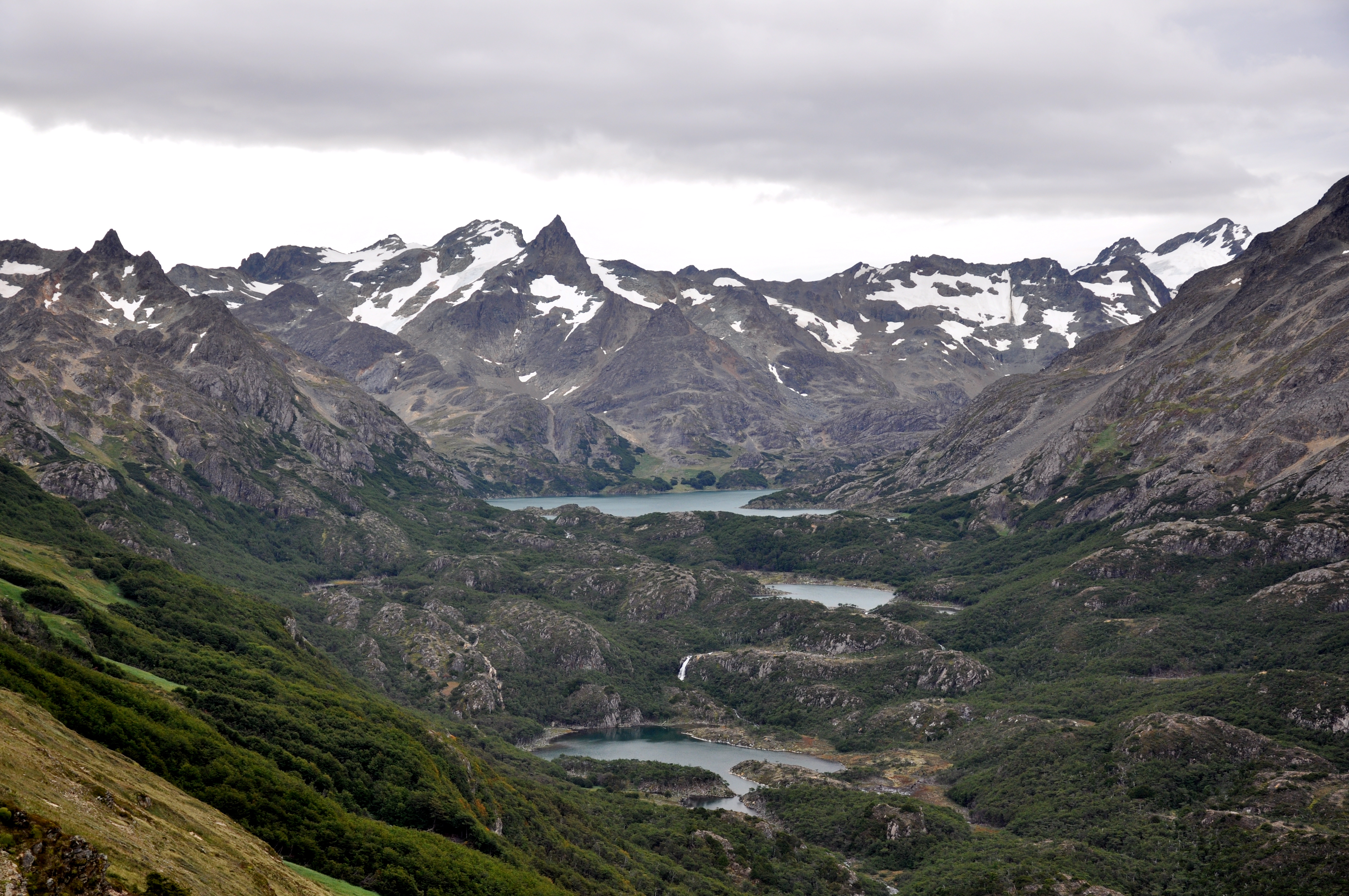
ティエラ・デル・フエゴ国立公園で。

アルゼンチンの国立公園（アルゼンチンのこくりつこうえん、スペイン語: Parques nacionales de Argentina）は、アルゼンチンの国立公園に関して記述する。

## 概要
アルゼンチン共和国には、国の自然と文化遺産を保護することを目的とした国立公園のシステムがある。アルゼンチンで最初の国立公園は、生物学者フランシスコ・パスカシオ・モレノとエクセキエル・ブスティロのおかげで、ナウエル・ウアピ湖国立公園とイグアス国立公園が、どちらも1934年に指定された。2021年5月現在では、合計36の国立公園があり、このシステムは3つの管轄区域内の公園によって補完されている。州（サンタクルス州に2つ、チュブト州に1つ）、7つの保護区（1つは自然、2つは国立、3つは野生、1つは教育用自然、1つは厳格な自然）、ナムンクラ＝バンコバードウッド海洋保護区（Namuncurá-Banco Burdwood）、5つの自然記念碑で、ミナミセミクジラ、フエムル（Huemul）、ジャガー、タルカなどの動物を保護している。国立公園は全体で、アルゼンチンの領土のほぼ4％、約380万ヘクタールを占め、約200人のパーク・レンジャーが世話をしている。
1980年の法律第22351号によって規制されている国立公園管理局（APN）は、ブエノスアイレス自治都市に本部を置いている。地方分権機関としての国立公園管理局は、省法を改正した2015年12月11日の政令第13/2015号により、環境持続可能開発省（MAyDS）に移管された。その役割は、生物多様性、自然および文化遺産、および国の優れた景観の特徴を維持するための基本的な保全ツールの1つとして、保護地域のシステムを管理することである。
国立公園に加えて、自治体、州、または民間の管理管轄下にある約250の保護された地域がある。これらは、州立公園、森林保護区、教育シェルター、生物圏保護区、自然保護区など、さまざまな名前で知られている。

## 一覧
以下にアルゼンチンの国立公園を、その名称またはその元になった関連日本語記事があるものを列挙する。
- イグアス国立公園
- イスキグアラスト/タランパヤ自然公園群国立公園
- ティエラ・デル・フエゴ国立公園
- ナウエル・ウアピ湖国立公園
- パタゴニア国立公園
- ピルコマジョ川国立公園
- ロス・アレルセス国立公園
- ロス・グラシアレス国立公園

## 参照項目
- 国立公園
- アルゼンチンの世界遺産